# Warszewice (województwo kujawsko-pomorskie)
Warszewice – wieś w Polsce położona w województwie kujawsko-pomorskim, w powiecie toruńskim, w gminie Łubianka.
W latach 1975–1998 miejscowość należała administracyjnie do województwa toruńskiego. Według Narodowego Spisu Powszechnego (III 2011 r.) liczyła 616 mieszkańców. Jest trzecią co do wielkości miejscowością gminy Łubianka.

## Historia
Pierwsza wzmianka o wsi pochodzi z 1222 roku. W 1842 roku we wsi osiedlił się Alfred Zawisza herbu Przerowa (brat Artura Zawiszy), za jego czasów powstał dwór, w którym obecnie mieści się szkoła podstawowa. We wsi znajduje się kościół pod wezwaniem Najświętszego Serca Pana Jezusa, konsekrowany w czerwcu 2011 r., należący do parafii pod wezwaniem św. Marii Magdaleny w pobliskich Biskupicach.

## Galeria

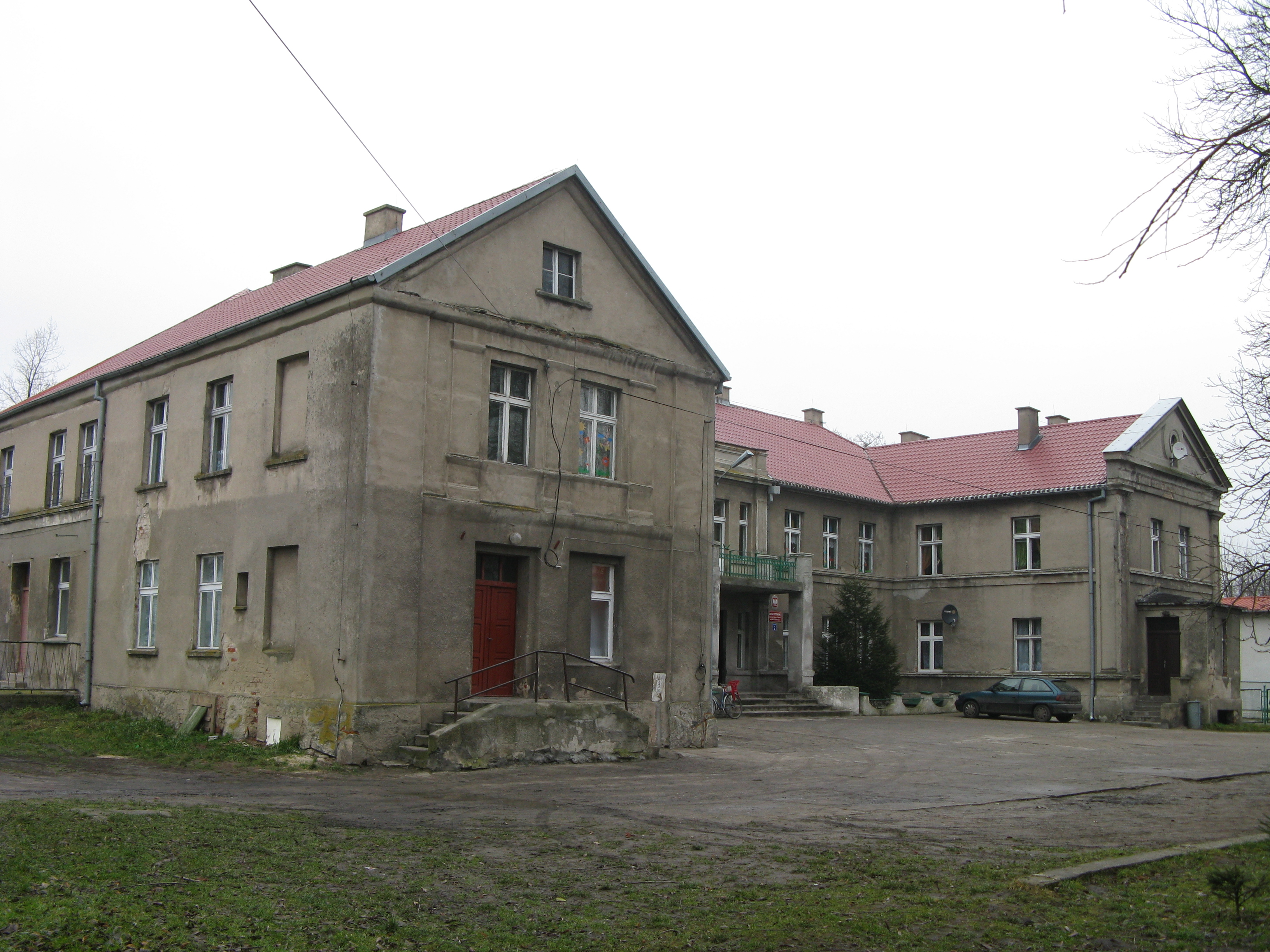
Dwór z XIX wieku
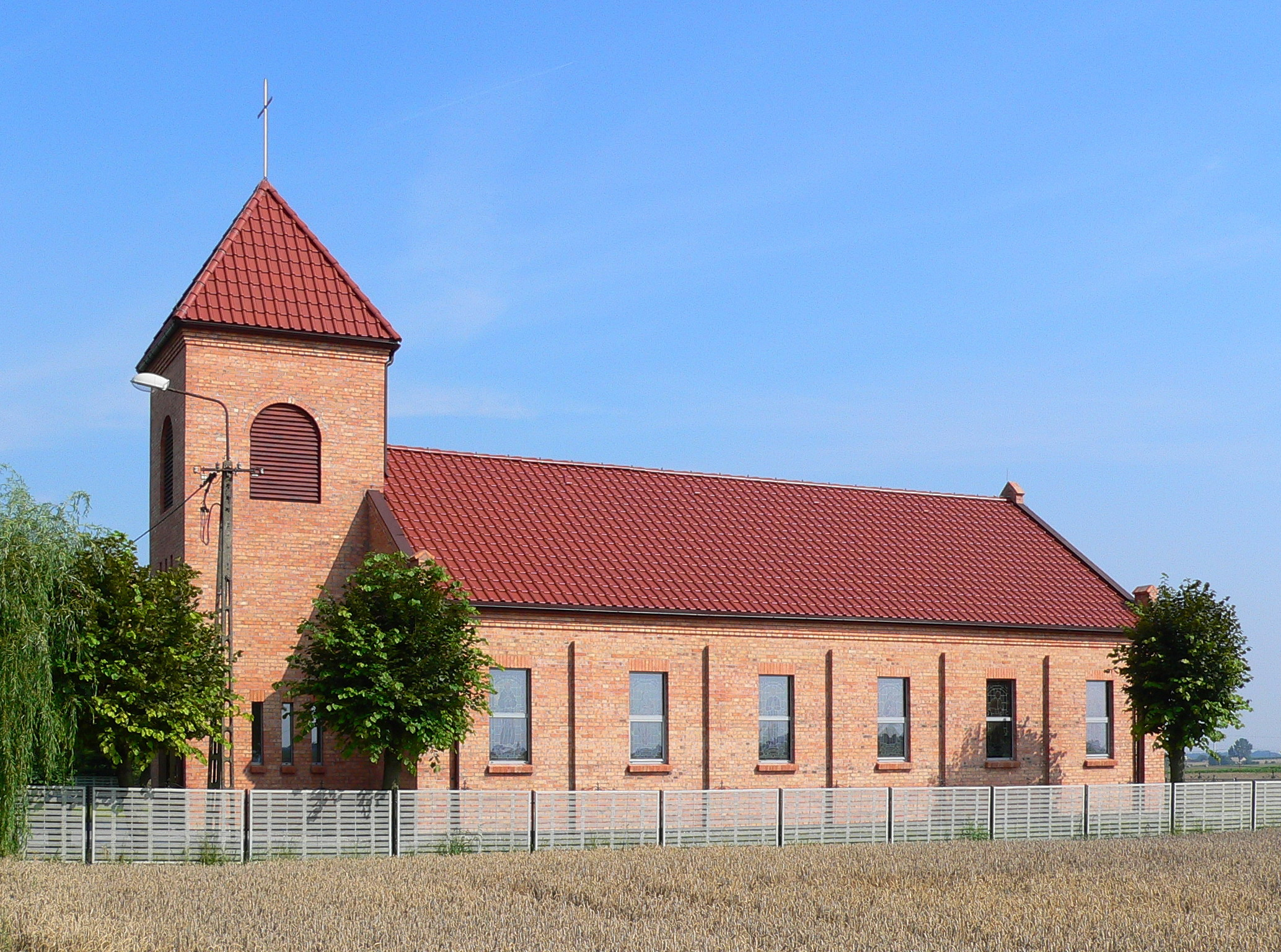
Kościół pw. Najświętszego Serca Pana Jezusa

## Urodzeni w Warszewicach
- Józef Michał Białły – polski wojskowy, major artylerii Wojska Polskiego, uczestnik kampanii wrześniowej, poległy w bitwie pod Cześnikami[5].